# Австралийский комитет по антарктическим названиям и медалям
Австралийский комитет по названиям и медалям Антарктики (англ. Australian Antarctic Names and Medals Committee, AANMC) — подразделение министерства экологии и энергетики Австралии, отвечавшее за выработку для правительства рекомендаций по поводу названий географических объектов, расположенных на Австралийской антарктической территории и на субантарктической территории — острова Херд и островов Макдональд. Комитет также представлял генерал-губернатору Австралии кандидатуры на присуждение Антарктической медали Австралии. Члены комитета назначались министром или парламентским секретарём, ответственным за вопросы Антарктики.
Комитет был основан в 1952 году как Австралийский комитет по антарктическим именам (англ. Antarctic Names Committee of Australia) и в 1982 году сменил название на нынешнее в связи с расширением своих полномочий. В 2015 году Комитет был заменён Комитетом по географическим названиям Австралийского антарктического департамента.